# Rallye-Weltmeisterschaft 1989
Die FIA-Rallye-Weltmeisterschaft 1989 wurde am 6. Januar in Schweden gestartet und endete am 23. November in Großbritannien. Insgesamt wurden 13 Weltmeisterschaftsläufe auf vier Kontinenten gefahren. Der Italiener Miki Biasion gewann den zweiten Weltmeistertitel.

## Fahrzeuge

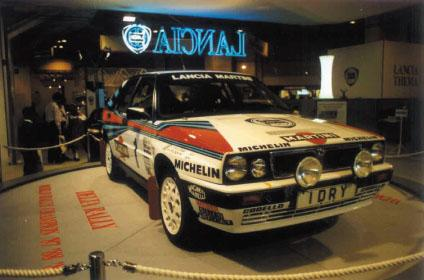
Lancia Delta Integrale 16V

## Teams und Fahrer
| Team                             | Hersteller           | Auto                                     | Fahrer              | Rallye              |
| -------------------------------- | -------------------- | ---------------------------------------- | ------------------- | ------------------- |
| Mazda Rally Team Europe          | Mazda                | Mazda 323 4WD                            | Timo Salonen        | 1–2, 9, 13          |
| Mazda Rally Team Europe          | Mazda                | Mazda 323 4WD                            | Ingvar Carlsson     | 1, 7, 10, 13        |
| Mazda Rally Team Europe          | Mazda                | Mazda 323 4WD                            | Hannu Mikkola       | 2, 9, 13            |
| Mazda Rally Team Europe          | Mazda                | Mazda 323 4WD                            | Mikael Sundström    | 1, 9, 13            |
| Mazda Rally Team Europe          | Mazda                | Mazda 323 4WD                            | Thorbjörn Edling    | 1, 9                |
| Mazda Rally Team Europe          | Mazda                | Mazda 323 4WD                            | Wilson Ray          | 7, 10               |
| Mazda Rally Team Europe          | Mazda                | Mazda 323 4WD                            | Rod Millen          | 7, 10               |
| Toyota Team Europe               | Toyota               | Toyota Celica GT-Four ST165 Toyota Supra | Kenneth Eriksson    | 1, 6, 9–10, 13      |
| Toyota Team Europe               | Toyota               | Toyota Celica GT-Four ST165 Toyota Supra | Juha Kankkunen      | 2–3, 5–6, 9–11, 13  |
| Toyota Team Europe               | Toyota               | Toyota Celica GT-Four ST165 Toyota Supra | Björn Waldegård     | 2–4                 |
| Toyota Team Europe               | Toyota               | Toyota Celica GT-Four ST165 Toyota Supra | Carlos Sainz senior | 2–3, 5–6, 9, 11, 13 |
| Toyota Team Europe               | Toyota               | Toyota Celica GT-Four ST165 Toyota Supra | Leif Asterhag       | 1                   |
| Toyota Team Europe               | Toyota               | Toyota Celica GT-Four ST165 Toyota Supra | Ian Duncan          | 4                   |
| Toyota Team Europe               | Toyota               | Toyota Celica GT-Four ST165 Toyota Supra | David Llewellin     | 13                  |
| GM Euro Sport                    | Vauxhall Motors Opel | Astra GTE Kadett GSi                     | Malcolm Wilson      | 1, 7, 10, 13        |
| GM Euro Sport                    | Vauxhall Motors Opel | Astra GTE Kadett GSi                     | Mats Jonsson        | 1, 7, 9, 13         |
| GM Euro Sport                    | Vauxhall Motors Opel | Astra GTE Kadett GSi                     | Sepp Haider         | 9–10, 13            |
| Martini Racing                   | Lancia               | Lancia Delta Integrale 16V               | Bruno Saby          | 2, 5                |
| Martini Racing                   | Lancia               | Lancia Delta Integrale 16V               | Miki Biasion        | 2–4, 6, 9, 11       |
| Martini Racing                   | Lancia               | Lancia Delta Integrale 16V               | Didier Auriol       | 2–3, 5–6, 9, 11     |
| Martini Racing                   | Lancia               | Lancia Delta Integrale 16V               | Markku Alén         | 3, 9–10             |
| Martini Racing                   | Lancia               | Lancia Delta Integrale 16V               | Jorge Recalde       | 4, 8                |
| Martini Racing                   | Lancia               | Lancia Delta Integrale 16V               | Yves Loubet         | 5                   |
| Martini Racing                   | Lancia               | Lancia Delta Integrale 16V               | Mikael Ericsson     | 8                   |
| Jolly Club                       | Lancia               | Lancia Delta Integrale                   | Alex Fiorio         | 2–4, 6, 8, 10–11    |
| Jolly Club                       | Lancia               | Lancia Delta Integrale                   | Dario Cerrato       | 2, 11               |
| Bastos Toyota Team               | Toyota               | Toyota Celica GT-Four ST165              | Patrick Snijers     | 2, 5–6, 11          |
| Mitsubishi Ralliart Europe       | Mitsubishi           | Mitsubishi Galant VR-4                   | Ari Vatanen         | 2, 6, 9, 13         |
| Mitsubishi Ralliart Europe       | Mitsubishi           | Mitsubishi Galant VR-4                   | Kenjirō Shinozuka   | 3, 6–7, 10          |
| Mitsubishi Ralliart Europe       | Mitsubishi           | Mitsubishi Galant VR-4                   | Jimmy McRae         | 6                   |
| Mitsubishi Ralliart Europe       | Mitsubishi           | Mitsubishi Galant VR-4                   | Mikael Ericsson     | 9                   |
| Mitsubishi Ralliart Europe       | Mitsubishi           | Mitsubishi Galant VR-4                   | Ross Dunkerton      | 10                  |
| Mitsubishi Ralliart Europe       | Mitsubishi           | Mitsubishi Galant VR-4                   | Pentti Airikkala    | 13                  |
| Audi Sport                       | Audi                 | Audi 90 Quattro                          | Paola de Martini    | 2–3, 5–6, 11–12     |
| Audi Sport                       | Audi                 | Audi 90 Quattro                          | Rudi Stohl          | 4, 6, 12            |
| Bastos Motul BMW                 | BMW                  | BMW M3                                   | Marc Duez           | 2–3, 5, 9, 11       |
| Bastos Motul BMW                 | BMW                  | BMW M3                                   | Bernard Béguin      | 5                   |
| Bastos Motul BMW                 | BMW                  | BMW M3                                   | François Chatriot   | 5                   |
| Nissan Motorsports International | Nissan               | 200SX                                    | Per Eklund          | 4                   |
| Nissan Motorsports International | Nissan               | 200SX                                    | Mike Kirkland       | 4                   |
| Nissan Motorsports International | Nissan               | 200SX                                    | Vic Preston jr.     | 4                   |
| Nissan Motorsports International | Nissan               | 200SX                                    | Alain Ambrosino     | 12                  |
| Volkswagen Motorsport            | Volkswagen           | Golf GTI 16V                             | Stig Blomqvist      | 4                   |
| Volkswagen Motorsport            | Volkswagen           | Golf GTI 16V                             | Erwin Weber         | 4                   |
| Subaru Technica International    | Subaru               | Subaru RX Turbo                          | Possum Bourne       | 4, 7–8, 10          |
| Subaru Technica International    | Subaru               | Subaru RX Turbo                          | Jim Heather-Hayes   | 4                   |
| Subaru Technica International    | Subaru               | Subaru RX Turbo                          | José Celsi          | 8                   |
| Ford Motor Company               | Ford                 | Ford Sierra RS Cosworth                  | Pierre-César Baroni | 5                   |
| Ford Motor Company               | Ford                 | Ford Sierra RS Cosworth                  | Gianfranco Cunico   | 5, 13               |
| Ford Motor Company               | Ford                 | Ford Sierra RS Cosworth                  | Mark Lovell         | 5                   |

## Kalender
Die eingetragenen Kilometer entsprechen der Distanz der Wertungsprüfungen. Die Distanz der Verbindungsstrecken zwischen den einzelnen WPs ist nicht enthalten (außer bei der Rallye Elfenbeinküste und Safari).
| Rallye                                               | Rang | Fahrer              | Fahrzeug                  | Gesamtzeit Std:Min:Sek | Anzahl WP         | Länge     | Gestartet | im Ziel |
| ---------------------------------------------------- | ---- | ------------------- | ------------------------- | ---------------------- | ----------------- | --------- | --------- | ------- |
| Rallye Schweden 6.–8. Januar 1989                    | 1.   | Ingvar Carlsson     | Mazda 323 4WD             | 4:58:15                | 37                | 504,41 km | 133       | 75      |
| Rallye Schweden 6.–8. Januar 1989                    | 2.   | Per Eklund          | Lancia Delta Integrale    | + 01:03                | 37                | 504,41 km | 133       | 75      |
| Rallye Schweden 6.–8. Januar 1989                    | 3.   | Kenneth Eriksson    | Toyota Celica GT Four     | + 01:42                | 37                | 504,41 km | 133       | 75      |
|                                                      |      |                     |                           |                        |                   |           |           |         |
| Rallye Monte Carlo 21.–26. Januar 1989               | 1.   | Miki Biasion        | Lancia Delta Integrale    | 7:13:27                | 24                | 613,25 km | 172       | 83      |
| Rallye Monte Carlo 21.–26. Januar 1989               | 2.   | Didier Auriol       | Lancia Delta Integrale    | + 06:27                | 24                | 613,25 km | 172       | 83      |
| Rallye Monte Carlo 21.–26. Januar 1989               | 3.   | Bruno Saby          | Lancia Delta Integrale    | + 07:41                | 24                | 613,25 km | 172       | 83      |
|                                                      |      |                     |                           |                        |                   |           |           |         |
| Rallye Portugal 28. Februar–4. März 1989             | 1.   | Miki Biasion        | Lancia Delta Integrale    | 5:47:01                | 37                | 593,60 km | 93        | 38      |
| Rallye Portugal 28. Februar–4. März 1989             | 2.   | Markku Alén         | Lancia Delta Integrale    | + 10:18                | 37                | 593,60 km | 93        | 38      |
| Rallye Portugal 28. Februar–4. März 1989             | 3.   | Alex Fiorio         | Lancia Delta Integrale    | + 23:18                | 37                | 593,60 km | 93        | 38      |
|                                                      |      |                     |                           |                        |                   |           |           |         |
| Safari Rallye 23.–27. März 1989                      | 1.   | Miki Biasion        | Lancia Delta Integrale    | 6:55:27                | 85 Zeitkontrollen | 4538 km   | 57        | 13      |
| Safari Rallye 23.–27. März 1989                      | 2.   | Mike Kirkland       | Nissan 200SX              | + 1:21:44              | 85 Zeitkontrollen | 4538 km   | 57        | 13      |
| Safari Rallye 23.–27. März 1989                      | 3.   | Stig Blomqvist      | Volkswagen Golf GTI 16V   | + 2:22:12              | 85 Zeitkontrollen | 4538 km   | 57        | 13      |
|                                                      |      |                     |                           |                        |                   |           |           |         |
| Rallye Korsika 23.–26. April 1989                    | 1.   | Didier Auriol       | Lancia Delta Integrale    | 7:12:39                | 33                | 629,01 km | 79        | 39      |
| Rallye Korsika 23.–26. April 1989                    | 2.   | François Chatriot   | BMW M3                    | + 01:57                | 33                | 629,01 km | 79        | 39      |
| Rallye Korsika 23.–26. April 1989                    | 3.   | Juha Kankkunen      | Toyota Celica GT Four     | + 03:50                | 33                | 629,01 km | 79        | 39      |
|                                                      |      |                     |                           |                        |                   |           |           |         |
| Rallye Griechenland 27. Mai–1. Juni 1989             | 1.   | Miki Biasion        | Lancia Delta Integrale    | 7:31:43                | 42                | 588,51 km | 97        | 40      |
| Rallye Griechenland 27. Mai–1. Juni 1989             | 2.   | Didier Auriol       | Lancia Delta Integrale    | + 01:58                | 42                | 588,51 km | 97        | 40      |
| Rallye Griechenland 27. Mai–1. Juni 1989             | 3.   | Alex Fiorio         | Lancia Delta Integrale    | + 03:31                | 42                | 588,51 km | 97        | 40      |
|                                                      |      |                     |                           |                        |                   |           |           |         |
| Rallye Neuseeland 15.–18. Juli 1989                  | 1.   | Ingvar Carlsson     | Mazda 323 4WD             | 6:59:55                | 42                | 595,00 km | 71        | 54      |
| Rallye Neuseeland 15.–18. Juli 1989                  | 2.   | Rod Millen          | Mazda 323 4WD             | + 02:42                | 42                | 595,00 km | 71        | 54      |
| Rallye Neuseeland 15.–18. Juli 1989                  | 3.   | Malcolm Wilson      | Vauxhall Motors Astra GTE | + 03:29                | 42                | 595,00 km | 71        | 54      |
|                                                      |      |                     |                           |                        |                   |           |           |         |
| Rallye Argentinien 1.–5. August 1989                 | 1.   | Mikael Ericsson     | Lancia Delta Integrale    | 7:06:00                | 30                | 598,57 km | 77        | 33      |
| Rallye Argentinien 1.–5. August 1989                 | 2.   | Alex Fiorio         | Lancia Delta Integrale    | + 02:26                | 30                | 598,57 km | 77        | 33      |
| Rallye Argentinien 1.–5. August 1989                 | 3.   | Jorge Recalde       | Lancia Delta Integrale    | + 13:42                | 30                | 598,57 km | 77        | 33      |
|                                                      |      |                     |                           |                        |                   |           |           |         |
| Rallye Finnland 25.–27. August 1989                  | 1.   | Mikael Ericsson     | Mitsubishi Galant VR-4    | 4:42:03                | 43                | 507,83 km | 189       | 69      |
| Rallye Finnland 25.–27. August 1989                  | 2.   | Timo Salonen        | Mazda 323 4WD             | + 01:41                | 43                | 507,83 km | 189       | 69      |
| Rallye Finnland 25.–27. August 1989                  | 3.   | Carlos Sainz senior | Toyota Celica GT Four     | + 02:35                | 43                | 507,83 km | 189       | 69      |
|                                                      |      |                     |                           |                        |                   |           |           |         |
| Rallye Australien 14.–17. September 1989             | 1.   | Juha Kankkunen      | Toyota Celica GT Four     | 5:32:09                | 32                | 544,27 km | 58        | 31      |
| Rallye Australien 14.–17. September 1989             | 2.   | Kenneth Eriksson    | Toyota Celica GT Four     | + 01:07                | 32                | 544,27 km | 58        | 31      |
| Rallye Australien 14.–17. September 1989             | 3.   | Markku Alén         | Lancia Delta Integrale    | + 02:13                | 32                | 544,27 km | 58        | 31      |
|                                                      |      |                     |                           |                        |                   |           |           |         |
| Rallye Sanremo 8.–12. Oktober 1989                   | 1.   | Miki Biasion        | Lancia Delta Integrale    | 6:48:30                | 34                | 544,20 km | 107       | 34      |
| Rallye Sanremo 8.–12. Oktober 1989                   | 2.   | Alex Fiorio         | Lancia Delta Integrale    | + 00:05                | 34                | 544,20 km | 107       | 34      |
| Rallye Sanremo 8.–12. Oktober 1989                   | 3.   | Carlos Sainz senior | Toyota Celica GT Four     | + 00:25                | 34                | 544,20 km | 107       | 34      |
|                                                      |      |                     |                           |                        |                   |           |           |         |
| Rallye Elfenbeinküste 29. Oktober – 2. November 1989 | 1.   | Alain Oreille       | Renault 5 GT Turbo        | 8:32:54                | 87 Zeitkontrollen | 3528 km   | 60        | 7       |
| Rallye Elfenbeinküste 29. Oktober – 2. November 1989 | 2.   | Patrick Tauziac     | Mitsubishi Starion Turbo  | + 3:03:56              | 87 Zeitkontrollen | 3528 km   | 60        | 7       |
| Rallye Elfenbeinküste 29. Oktober – 2. November 1989 | 3.   | Adolphe Choteau     | Toyota Corolla GT         | + 5:08:13              | 87 Zeitkontrollen | 3528 km   | 60        | 7       |
|                                                      |      |                     |                           |                        |                   |           |           |         |
| Rallye Großbritannien 19.–23. November 1989          | 1.   | Pentti Airikkala    | Mitsubishi Galant VR-4    | 6:19:22                | 55                | 603,75 km | 187       | 84      |
| Rallye Großbritannien 19.–23. November 1989          | 2.   | Carlos Sainz senior | Toyota Celica GT Four     | + 01:28                | 55                | 603,75 km | 187       | 84      |
| Rallye Großbritannien 19.–23. November 1989          | 3.   | Juha Kankkunen      | Toyota Celica GT Four     | + 03:49                | 55                | 603,75 km | 187       | 84      |

| Farbe  | Untergrund |
| ------ | ---------- |
| Gold   | Schotter   |
| Silber | Asphalt    |
| Blau   | Eis/Schnee |
| Bronze | Gemischt   |

## Klassifikationen
| Rang   | 1  | 2  | 3  | 4  | 5 | 6 | 7 | 8 | 9 | 10 |
| Punkte | 20 | 15 | 12 | 10 | 8 | 6 | 4 | 3 | 2 | 1  |

### Fahrerwertung
| Rang | Fahrer                | SWE | MON | POR | KEN | FRA | GRE | NZL | ARG | FIN | AUS | ITA | CIV | GBR | Punkte |
| ---- | --------------------- | --- | --- | --- | --- | --- | --- | --- | --- | --- | --- | --- | --- | --- | ------ |
| 1    | Miki Biasion          | –   | 20  | 20  | 20  | –   | 20  | –   | –   | 6   | –   | 20  | –   | –   | 106    |
| 2    | Alex Fiorio           | –   | –   | 12  | 1   | –   | 12  | –   | 15  | –   | 10  | 15  | –   | –   | 65     |
| 3    | Juha Kankkunen        | –   | 8   | –   | –   | 12  | –   | –   | –   | –   | 20  | 8   | –   | 12  | 60     |
| 4    | Mikael Ericsson       | 10  | –   | –   | –   | –   | –   | –   | 20  | 20  | –   | –   | –   | –   | 50     |
| 5    | Didier Auriol         | –   | 15  | –   | –   | 20  | 15  | –   | –   | –   | –   | –   | –   | –   | 50     |
| 6    | Kenneth Eriksson      | 12  | –   | –   | –   | –   | –   | –   | –   | 10  | 15  | –   | –   | 10  | 47     |
| 7    | Ingvar Carlsson       | 20  | –   | –   | –   | –   | –   | 20  | –   | –   | –   | –   | –   | 3   | 43     |
| 8    | Carlos Sainz senior   | –   | –   | –   | –   | –   | –   | –   | –   | 12  | –   | 12  | –   | 15  | 39     |
| 9    | Markku Alén           | –   | –   | 15  | –   | –   | –   | –   | –   | –   | 12  | –   | –   | –   | 27     |
| 10   | Alain Oreille         | –   | 1   | –   | –   | 3   | –   | –   | –   | –   | –   | 2   | 20  | –   | 26     |
| 11   | Rod Millen            | –   | –   | –   | –   | –   | –   | 15  | –   | –   | 8   | –   | –   | –   | 23     |
| 12   | Timo Salonen          | –   | –   | –   | –   | –   | –   | –   | –   | 15  | –   | –   | –   | 6   | 21     |
| 13   | Marc Duez             | –   | 3   | 8   | –   | 6   | –   | –   | –   | –   | –   | 4   | –   | –   | 21     |
| 14   | Pentti Airikkala      | –   | –   | –   | –   | –   | –   | –   | –   | –   | –   | –   | –   | 20  | 20     |
| 15   | Stig Blomqvist        | 8   | –   | –   | 12  | –   | –   | –   | –   | –   | –   | –   | –   | –   | 20     |
| 15   | Jorge Recalde         | –   | –   | –   | –   | –   | 8   | –   | 12  | –   | –   | –   | –   | –   | 20     |
| 17   | Georg Fischer         | –   | –   | 10  | –   | –   | –   | –   | 10  | –   | –   | –   | –   | –   | 20     |
| 18   | Malcolm Wilson        | –   | –   | –   | –   | –   | –   | 12  | –   | –   | 6   | –   | –   | 1   | 19     |
| 19   | Per Eklund            | 15  | –   | –   | –   | –   | 1   | –   | –   | –   | –   | –   | –   | –   | 16     |
| 20   | Mike Kirkland         | –   | –   | –   | 15  | –   | –   | –   | –   | –   | –   | –   | –   | –   | 15     |
| 20   | François Chatriot     | –   | –   | –   | –   | 15  | –   | –   | –   | –   | –   | –   | –   | –   | 15     |
| 20   | Patrick Tauziac       | –   | –   | –   | –   | –   | –   | –   | –   | –   | –   | –   | 15  | –   | 15     |
| 23   | Dario Cerrato         | –   | 4   | –   | –   | –   | –   | –   | –   | –   | –   | 10  | –   | –   | 14     |
| 24   | Kenjirō Shinozuka     | –   | –   | –   | –   | –   | 4   | 6   | –   | –   | 4   | –   | –   | –   | 14     |
| 25   | Bruno Saby            | –   | 12  | –   | –   | –   | –   | –   | –   | –   | –   | –   | –   | –   | 12     |
| 25   | Adolphe Choteau       | –   | –   | –   | –   | –   | –   | –   | –   | –   | –   | –   | 12  | –   | 12     |
| 27   | Hannu Mikkola         | –   | 10  | –   | –   | –   | –   | –   | –   | –   | –   | –   | –   | 2   | 12     |
| 28   | Patrick Snijers       | –   | 6   | –   | –   | –   | –   | –   | –   | –   | –   | 6   | –   | –   | 12     |
| 29   | Björn Waldegård       | –   | –   | –   | 10  | –   | –   | –   | –   | –   | –   | –   | –   | –   | 10     |
| 29   | Yves Loubet           | –   | –   | –   | –   | 10  | –   | –   | –   | –   | –   | –   | –   | –   | 10     |
| 29   | Jimmy McRae           | –   | –   | –   | –   | –   | 10  | –   | –   | –   | –   | –   | –   | –   | 10     |
| 29   | Mats Jonsson          | –   | –   | –   | –   | –   | –   | 10  | –   | –   | –   | –   | –   | –   | 10     |
| 29   | André Segolen         | –   | –   | –   | –   | –   | –   | –   | –   | –   | –   | –   | 10  | –   | 10     |
| 34   | Ian Duncan            | –   | –   | –   | 8   | –   | –   | –   | –   | –   | –   | –   | –   | –   | 8      |
| 34   | Bernard Béguin        | –   | –   | –   | –   | 8   | –   | –   | –   | –   | –   | –   | –   | –   | 8      |
| 34   | Colin McRae           | –   | –   | –   | –   | –   | –   | 8   | –   | –   | –   | –   | –   | –   | 8      |
| 34   | Ernesto Soto          | –   | –   | –   | –   | –   | –   | –   | 8   | –   | –   | –   | –   | –   | 8      |
| 34   | Thorbjörn Edling      | –   | –   | –   | –   | –   | –   | –   | –   | 8   | –   | –   | –   | –   | 8      |
| 34   | Patrice Servant       | –   | –   | –   | –   | –   | –   | –   | –   | –   | –   | –   | 8   | –   | 8      |
| 34   | Ari Vatanen           | –   | –   | –   | –   | –   | –   | –   | –   | –   | –   | –   | –   | 8   | 8      |
| 41   | Armin Schwarz         | –   | –   | –   | –   | –   | 3   | –   | –   | 4   | –   | –   | –   | –   | 7      |
| 42   | Sebastian Lindholm    | 6   | –   | –   | –   | –   | –   | –   | –   | –   | –   | –   | –   | –   | 6      |
| 42   | Carlos Bica           | –   | –   | 6   | –   | –   | –   | –   | –   | –   | –   | –   | –   | –   | 6      |
| 42   | Vic Preston jr.       | –   | –   | –   | 6   | –   | –   | –   | –   | –   | –   | –   | –   | –   | 6      |
| 42   | Rudi Stohl            | –   | –   | –   | –   | –   | 6   | –   | –   | –   | –   | –   | –   | –   | 6      |
| 42   | Fernando Stella       | –   | –   | –   | –   | –   | –   | –   | 6   | –   | –   | –   | –   | –   | 6      |
| 42   | José Graziani         | –   | –   | –   | –   | –   | –   | –   | –   | –   | –   | –   | 6   | –   | 6      |
| 48   | Stig-Olov Walfridsson | 3   | –   | –   | –   | –   | –   | –   | –   | 3   | –   | –   | –   | –   | 6      |
| 49   | Grégoire de Mevius    | –   | –   | 4   | –   | –   | –   | –   | –   | –   | –   | 1   | –   | –   | 5      |
| 49   | Gustavo Trelles       | –   | –   | 1   | –   | –   | –   | –   | 4   | –   | –   | –   | –   | –   | 5      |
| 49   | Possum Bourne         | –   | –   | –   | 4   | –   | –   | –   | –   | –   | 1   | –   | –   | –   | 5      |
| 52   | Leif Asterhag         | 4   | –   | –   | –   | –   | –   | –   | –   | –   | –   | –   | –   | –   | 4      |
| 52   | Gianfranco Cunico     | –   | –   | –   | –   | 4   | –   | –   | –   | –   | –   | –   | –   | –   | 4      |
| 52   | Wilson Ray            | –   | –   | –   | –   | –   | –   | 4   | –   | –   | –   | –   | –   | –   | 4      |
| 52   | Benoît Antoine        | –   | –   | –   | –   | –   | –   | –   | –   | –   | –   | –   | 4   | –   | 4      |
| 52   | Mikael Sundström      | –   | –   | –   | –   | –   | –   | –   | –   | –   | –   | –   | –   | 4   | 4      |
| 57   | Paola De Martini      | –   | 2   | –   | –   | 2   | –   | –   | –   | –   | –   | –   | –   | –   | 4      |
| 58   | Paolo Andreucci       | –   | –   | 3   | –   | –   | –   | –   | –   | –   | –   | –   | –   | –   | 3      |
| 58   | Erwin Weber           | –   | –   | –   | 3   | –   | –   | –   | –   | –   | –   | –   | –   | –   | 3      |
| 58   | Saeed Al-Hajri        | –   | –   | –   | –   | –   | –   | 3   | –   | –   | –   | –   | –   | –   | 3      |
| 58   | Juan Maria Traverso   | –   | –   | –   | –   | –   | –   | –   | 3   | –   | –   | –   | –   | –   | 3      |
| 58   | Wayne Bell            | –   | –   | –   | –   | –   | –   | –   | –   | –   | 3   | –   | –   | –   | 3      |
| 58   | Paolo Alessandrini    | –   | –   | –   | –   | –   | –   | –   | –   | –   | –   | 3   | –   | –   | 3      |
| 64   | Björn Johansson       | 2   | –   | –   | –   | –   | –   | –   | –   | –   | –   | –   | –   | –   | 2      |
| 64   | Fredrik Skoghag       | –   | –   | 2   | –   | –   | –   | –   | –   | –   | –   | –   | –   | –   | 2      |
| 64   | Jim Heather-Hayes     | –   | –   | –   | 2   | –   | –   | –   | –   | –   | –   | –   | –   | –   | 2      |
| 64   | „Jigger“              | –   | –   | –   | –   | –   | 2   | –   | –   | –   | –   | –   | –   | –   | 2      |
| 64   | Ross Dunkerton        | –   | –   | –   | –   | –   | –   | 2   | –   | –   | –   | –   | –   | –   | 2      |
| 64   | Jorge Bescham         | –   | –   | –   | –   | –   | –   | –   | 2   | –   | –   | –   | –   | –   | 2      |
| 64   | Risto Buri            | –   | –   | –   | –   | –   | –   | –   | –   | 2   | –   | –   | –   | –   | 2      |
| 64   | Ed Ordynski           | –   | –   | –   | –   | –   | –   | –   | –   | –   | 2   | –   | –   | –   | 2      |
| 72   | Hakån Eriksson        | 1   | –   | –   | –   | –   | –   | –   | –   | –   | –   | –   | –   | –   | 1      |
| 72   | Claude Balesi         | –   | –   | –   | –   | 1   | –   | –   | –   | –   | –   | –   | –   | –   | 1      |
| 72   | Ken Adamson           | –   | –   | –   | –   | –   | –   | 1   | –   | –   | –   | –   | –   | –   | 1      |
| 72   | Edio Fuchter          | –   | –   | –   | –   | –   | –   | –   | 1   | –   | –   | –   | –   | –   | 1      |
| 72   | Esa Saarenpää         | –   | –   | –   | –   | –   | –   | –   | –   | 1   | –   | –   | –   | –   | 1      |
| Rang | Fahrer                | SWE | MON | POR | KEN | FRA | GRE | NZL | ARG | FIN | AUS | ITA | CIV | GBR | Punkte |

### Herstellerwertung
Die Anzahl der Weltmeisterschaftsläufe in der Fahrerweltmeisterschaft entspricht nicht der Anzahl Weltmeisterschaftsläufe in der Herstellerwertung.
| 1    | Lancia               | 20  | 20  | 20  | 20  | 20  | 20  | (8) | (14) | 20  | –   | 140    |
| 2    | Toyota               | 10  | –   | 12  | 14  | –   | –   | 14  | 20   | 14  | 17  | 101    |
| 3    | Mazda                | 12  | 12  | –   | –   | –   | –   | 17  | 10   | 8   | 8   | 67     |
| 4    | Mitsubishi           | –   | –   | –   | –   | 12  | –   | 20  | 6    | –   | 20  | 58     |
| 5    | Audi                 | 2   | 12  | –   | 3   | 8   | 12  | 6   | –    | –   | –   | 43     |
| 6    | BMW                  | 4   | 10  | –   | 17  | –   | –   | –   | –    | 6   | –   | 37     |
| 7    | Renault              | 9   | –   | –   | 11  | –   | –   | –   | –    | 10  | –   | 30     |
| 8    | Nissan               | –   | –   | 17  | –   | 1   | –   | –   | –    | –   | –   | 18     |
| 9    | Volkswagen           | –   | –   | 14  | –   | –   | –   | –   | –    | –   | –   | 14     |
| 10   | Renault Argentina    | –   | –   | –   | –   | –   | 10  | –   | –    | –   | –   | 15     |
| 11   | Vauxhall             | –   | –   | –   | –   | –   | –   | –   | 8    | –   | 1   | 9      |
| 12   | Subaru               | –   | –   | 6   | –   | –   | –   | –   | 1    | –   | –   | 7      |
| 13   | Ford                 | –   | –   | –   | 6   | –   | –   | –   | –    | –   | –   | 6      |
| 14   | Fiat Argentina       | –   | –   | –   | –   | –   | 3   | –   | –    | –   | –   | 3      |
| 15   | Volkswagen Argentina | –   | –   | –   | –   | –   | 1   | –   | –    | –   | –   | 1      |
| Rang | Hersteller           |     |     |     |     |     |     |     |      |     |     |        |
| Rang | Hersteller           | MON | POR | KEN | FRA | GRE | ARG | FIN | AUS  | ITA | GBR | Punkte |